# Westminster Cathedral
Ikke at forveksle med Westminster Abbey.
Westminster Cathedral er den romersk-katolske hovedkirke i England og er et  eksempel på byzantinsk arkitektur fra 1900-tallet. Arbejdet blev påbegyndt under ærkebiskop Herbert Vaughan i 1894, og mosaikudsmykningerne er ikke færdige endnu, da de finansieres af gaver til kirken. Den blev indviet i 1910 til "Jesu Kristi mest dyrebare blod". Katedralen er sæde for Westminster ærkebispedømme.

## Eksterne links
- Wikimedia Commons har flere filer relateret til Westminster Cathedral
- Westminster Cathedral Arkiveret 27. marts 2008 hos  Wayback Machine

51°29′46″N 0°08′23″V / 51.49611°N 0.13972°V